# 吴印
吴印（?—?），山西太原人，明朝初期政治人物。
早年出身僧侶，明太祖朱元璋知其才能，恢復其姓名并给以家室而授官，任山东布政使。洪武十四年，任山東布政使司左布政使。此後改任云南布政使司左布政使。洪武十七年十一月，召京。次年五月，改任陝西布政使司左布政使。